# Bastien Auzeil
Bastien Auzeil (ur. 22 października 1989 w Le Pont-de-Beauvoisin) – francuski lekkoatleta specjalizujący się w wielobojach.
Uczestnik mistrzostw Europy do lat 23 w Ostrawie (2011). Dwa lata później został złotym medalistą igrzysk frankofońskich z Nicei. Szósty wieloboista halowych mistrzostw kontynentu z Pragi, srebrny medalista uniwersjady z Gwangju oraz trzynasty na światowym czempionacie w Pekinie (2015). W 2016 zajął 13. miejsce podczas konkursu olimpijskiego w Rio de Janeiro. Nie ukończył rywalizacji podczas halowych mistrzostw Starego Kontynentu w Belgradzie (2017).
Złoty medalista mistrzostw Francji oraz reprezentant kraju w Pucharze Europy w wielobojach.
Rekordy życiowe: dziesięciobój – 8191 pkt. (25 czerwca 2016, Angers); siedmiobój – 6011 pkt. (8 marca 2015, Praga).

## Osiągnięcia
| Rok  | Impreza                                | Miejsce        | Konkurencja   | Lokata      | Wynik     |
| ---- | -------------------------------------- | -------------- | ------------- | ----------- | --------- |
| 2011 | Młodzieżowe mistrzostwa Europy         | Ostrawa        | dziesięciobój | 13. miejsce | 7435 pkt. |
| 2013 | Igrzyska frankofońskie                 | Nicea          | dziesięciobój | 1. miejsce  | 7789 pkt. |
| 2014 | Superliga pucharu Europy w wielobojach | Toruń          | dziesięciobój | 7. miejsce  | 7847 pkt. |
| 2015 | Halowe mistrzostwa Europy              | Praga          | siedmiobój    | 6. miejsce  | 6011 pkt. |
| 2015 | Uniwersjada                            | Gwangju        | dziesięciobój | 2. miejsce  | 7913 pkt. |
| 2015 | Mistrzostwa świata                     | Pekin          | dziesięciobój | 13. miejsce | 8093 pkt. |
| 2016 | Igrzyska olimpijskie                   | Rio de Janeiro | dziesięciobój | 13. miejsce | 8064 pkt. |
| 2017 | Halowe mistrzostwa Europy              | Belgrad        | siedmiobój    | –           | DNF       |
| 2017 | Mistrzostwa świata                     | Londyn         | dziesięciobój | 15. miejsce | 7922 pkt. |